# Sève brute
 (janvier 2020).
Si vous disposez d'ouvrages ou d'articles de référence ou si vous connaissez des sites web de qualité traitant du thème abordé ici, merci de compléter l'article en donnant les références utiles à sa vérifiabilité et en les liant à la section « Notes et références ».
La sève brute est la sève provenant des racines, qui est formée initialement d'eau et de sels minéraux, à l'opposé de la sève élaborée (par les feuilles), constituée d'eau et de matières organiques donc de lipides, protides et glucides. La sève brute n’ayant pas un pourcentage déterminé en matière organique est plus riche en eau que la sève élaborée. La sève brute est acheminée des racines aux feuilles, chez les gymnospermes, par les trachéides, et chez les angiospermes par les vaisseaux conducteurs du xylème.

## Composition
La sève brute est une solution plutôt diluée, composée en grande partie d'ions inorganiques et d'acides aminés. Induits par la transpiration végétale, la théorie de la cohésion de Henry Horatio Dixon considère que l'eau est tirée exclusivement par des gradients de pression négative de plusieurs mégapascals à travers des colonnes d'eau continues contenues dans le xylème, depuis les racines jusqu'au feuillage. La sève brute a pu être échantillonnée par plusieurs méthodes :
- par exsudation, processus qui est entraîné par la pression racinaire des échantillons prélevés sur les souches racinaires. Les déterminations du débit d'eau à partir des exsudats de pression racinaire surestiment généralement la concentration en ions dans le flux de transpiration; des changements significatifs de leurs concentrations relatives se produisent en particulier lorsque l'échantillonnage a lieu sur une longue période[3] ;
- la technique de la chambre de pression radiculaire (root pressure chamber), seule méthode actuellement disponible pour collecter la sève de xylème représentative d'une plante intacte et transpirante[3]. Le débit d'eau dans les plantes qui transpirent activement est beaucoup plus élevé que le débit d'eau des plantes détruites[3].

La mesure de la transpiration constitue un élément essentiel de la compréhension de la physiologie de l’arbre et de la dynamique des transferts d’eau dans les peuplements forestiers.
Les concentrations de nutriments dans la sève brute sont généralement élevées pendant la nuit associées à un faible débit ; pendant la journée, de faibles concentrations coïncident avec des débits d'eau élevés montrant un pic à midi. Malgré une transpiration constante, les concentrations et le débit de nutriments du xylème varient également au cours de la journée, ce qui indique que des processus supplémentaires inconnus sont impliqués dans la translocation des nutriments.

## Description
La sève brute circule dans l'organisme végétal grâce à un tissu conducteur, le xylème, uniquement dans le sens ascendant, c'est-à-dire de la racine à la feuille.
Plusieurs explications sont avancées sur ce qui cause le déplacement de la sève brute dans la plante :
- la pression atmosphérique : elle permet de faire monter la sève jusqu'à une hauteur d'environ 10 mètres, étant donné qu'un tube de xylème peut être assimilé à un tube de Torricelli, vide d'air ;
- la pression racinaire ;
- la théorie de la cohésion-tension (cohésion-adhérence-tension ou capillarité) ;
- un échange inter membranaire des cellules composant le xylème. Voir transporteur membranaire et osmose ;
- une combinaison des 4 points qui précèdent.

## Théorie de la tension-cohésion
Assimiler les tubes de xylème à un tube de Torricelli n'explique pas que la sève atteigne des feuilles à plus de dix mètres au-dessus des racines. Lorsqu'on tente d'élever de l'eau par une pompe aspirante à plus de dix mètres au-dessus du niveau de base, on ne peut excéder une hauteur de dix mètres environ, parce que des bulles d'air apparaissent dans le liquide, qui permettent la création du « vide d'air » au-dessus de la colonne d'eau. Mais la même expérience faite avec de l'eau bouillie, sans gaz dissous, permet d'aspirer l'eau au-delà de dix mètres : l'eau dégazée peut être mise sous tension sans apparition de bulle de vapeur (ou plutôt de « vide », la pression de vapeur saturante étant très faible), à des valeurs au-delà de 12 000 hPa (ou 12 kg/cm2).
L'environnement cellulaire des tubes de xylème, et leur structure microscopique et sub-microscopique, fait que les molécules d'eau (au niveau des feuilles) ou de l'eau du sol (au niveau des racines) entrent ou sortent sans qu'il y ait passage de gaz. Le liquide qui constitue la sève brute est donc dégazé, et peut être mis sous tension ; une tension suffisante qui permet à la sève d'atteindre les feuilles sommitales des plus grands arbres (environ 120 m de hauteur au-dessus du sol). C'est pourquoi les vaisseaux de xylème sont fins : ceci leur permet de résister mécaniquement à la tension de le sève. Quand l'eau se vaporise dans l'air contenu dans les lacunes du mésophylle foliaire, ceci crée un appel d'eau. De cette manière, la transpiration permet la montée de l'eau depuis les racines jusqu'à la cime des arbres, même des plus hauts. Lors d'une blessure des tissus, même microscopique, une telle force de tension crée un appel d'air, qui forme des bulles d'air dans la colonne d'eau. Dans les tubes atteints, la montés de la sève brute ne se réalise plus.
Cette théorie de H. H. Dixon (1914) bien que généralement admise est fortement douteuse[évasif]. En effet, en acceptant que la colonne d'eau ne se brise pas (cohésion de l'eau) le poids de la colonne d'eau est entièrement portée par les cellules faisant interface entre l'air et la sève. Pour un arbre de 120 m ces cellules devraient donc supporter une différence de pression de 12 atmosphères or aucune structure de la feuille ne pourrait résister à un tel écrasement (12 kgf/cm2).
Une théorie récente (montée de sève, 2012) rend compte qu’aux parois les forces intermoléculaires créent des gradients de densité rendant les liquides inhomogènes dans les nanocouches. Le mouvement de la sève brute en nanocouche prend alors en compte la pression de disjonction et les débits liquides sont d’une importance comparable à ceux considérés dans des microcanaux. Son application aux microcanaux de xylème élimine le problème de cavitation et permet de comprendre pourquoi la sève peut s’élever aux faîtes d’arbres gigantesques.